# María Teresa Cabrera
María Teresa Cabrera Vega (Lima, 10 de septiembre de 1968) es una  abogada y política peruana. Fue congresista de la república durante el periodo parlamentario 2020-2021.

## Biografía
Nació en Lima el 10 de septiembre de 1968.
Es abogada por la Universidad Inca Garcilaso de la Vega. Magister en Derecho Penal y estudios de Maestría en Derecho Civil y Comercial. Tiene estudios de Doctorado en Derecho por la Universidad Inca Garcilaso de la Vega. Es también Conciliadora Extrajudicial, Especialista en Arbitraje Nacional e Internacional.
Especialización Internacional de la Universidad de Medellín, entre otras.
En el Poder Judicial ocupó cargos administrativos y jurisdiccionales, como Secretaria y Juez de diversos juzgados entre 1993-2019. Destacando como jueza de los Megaprocesos : “Lunarejo” , “Turbo”, “Dirincri vs Contrainteligencia”, “Romina”, “La mujer del martillo” , “secuestro a la catedrática Heidi Spitzer”,  entre otros.
Como jueza, en el 2008 condenó a la conductora de televisión Magaly Medina por el delito de difamación agraviada contra el futbolista Paolo Guerrero. También estuvo a su cargo el caso del empresario Genaro Delgado, en cual se anuló la orden de detención y se le otorga comparencia restringida.

## Carrera política

### Congresista
En las elecciones parlamentarias del 2020, fue elegida Congresista por Podemos Perú para el periodo parlamentario 2020-2021.
Durante su labor parlamentaria fue 3er Vicepresidenta del Congreso en la Mesa Directiva presidida por Manuel Merino (2020-2021).
Cabrera se mostró a favor de la vacancia del expresidente Martín Vizcarra durante los dos procesos que se dieron para ello, el segundo de los cuales terminó sacando al ex.presidente del poder. La congresista apoyó la moción siendo una de los 105 parlamentarios que votó a favor de la vacancia del expresidente Martín Vizcarra.